# Palais provincial de Bruges
Le palais provincial (en néerlandais : Provinciaal Hof) est un bâtiment néogothique sur la Grand-Place de Bruges. C'est l'ancien siège du gouvernement provincial de Flandre-Occidentale.

## Historique

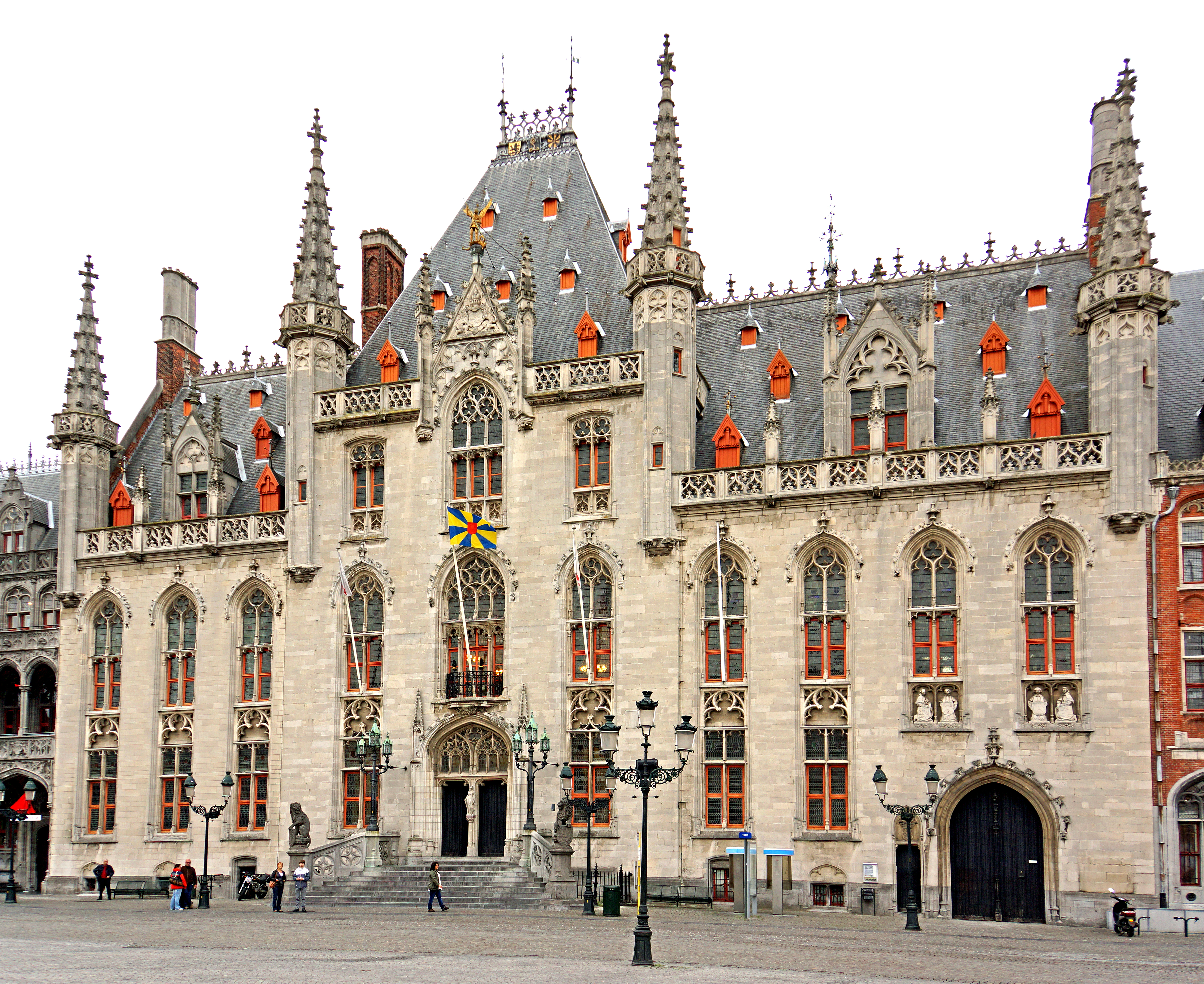
Façade sur la Grand-Place de Bruges

Le bâtiment est situé à l'endroit où la Waterhalle (nl), un imposant bâtiment portuaire, a été construite en 1294. La Waterhalle a été démolie en 1787, car elle n'était plus accessible aux navires depuis l'ensablement du Zwin. Le successeur néoclassique a été en partie utilisé par le gouvernement provincial de 1850 jusqu'à ce qu'il brûle en 1878. Un concours a ensuite été organisé pour un bâtiment qui abriterait la province et le bureau de poste. Le projet néogothique des architectes Louis Delacenserie et René Buyck (nl) a été retenu. Les travaux commencent en 1887. Le bureau de poste a ouvert ses portes en 1891 et le palais provincial en 1892. Les dernières parties du bâtiment ont été achevées en 1920.
Depuis le départ du conseil provincial vers le Provinciehuis Boeverbos (nl) en 1999, le palais provincial a été principalement utilisé pour des cérémonies et des expositions.
Le bâtiment appartient au gouvernement fédéral. Il est protégé en tant que monument depuis 2002.

## Description

### Intérieur

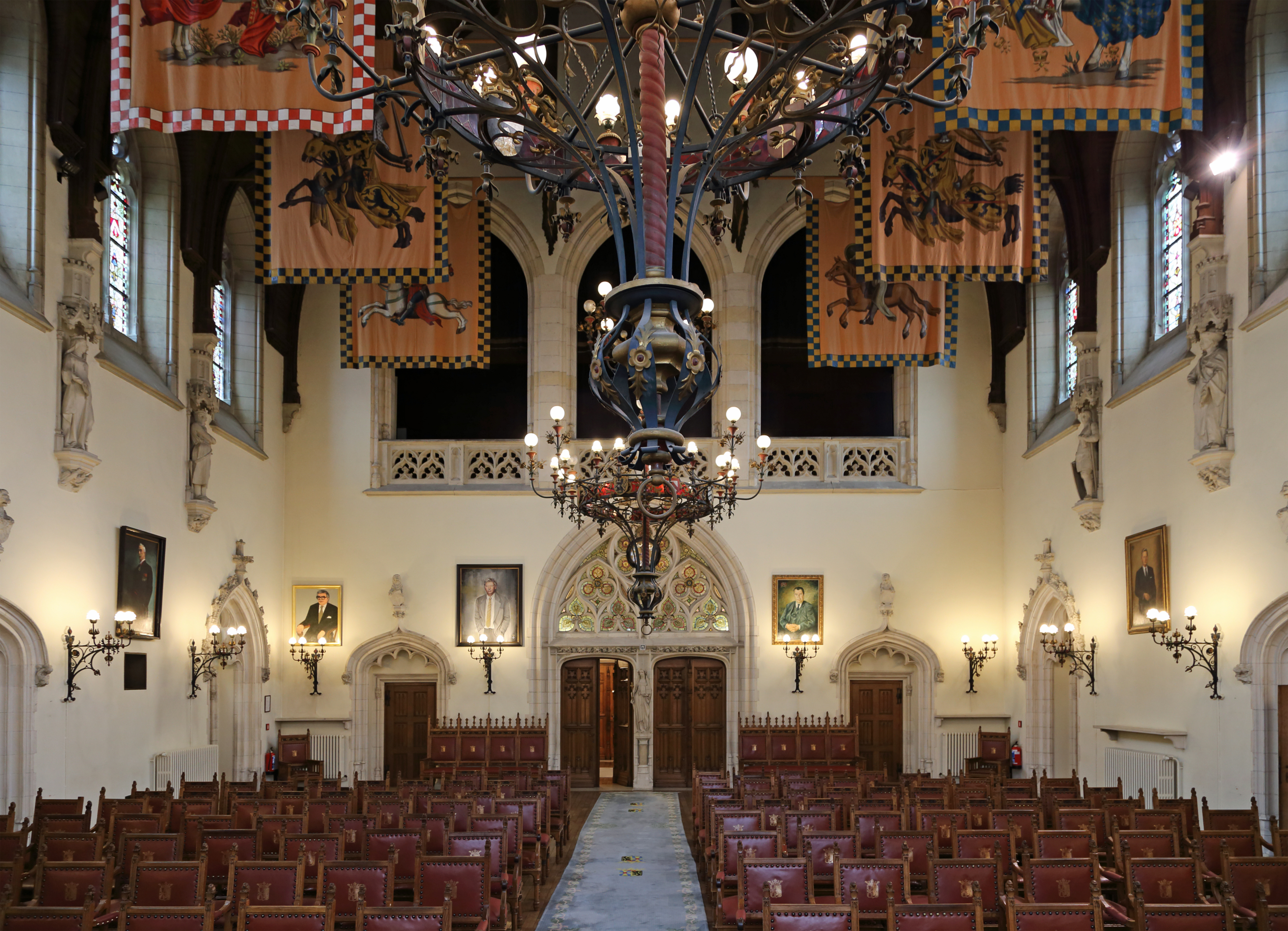
Chambre du conseil provincial

La salle du Conseil provincial est décoré de dix statues réalisées par Hendrik Pickery. Les murs sont peints de portraits de personnes célèbres de la Flandre occidentale. Le reste du bâtiment est orné de plusieurs statues d'Hendrik Pickery et de son fils Gustaaf Pickery (nl), de vitraux de Jules Dobbelaere et de lustres d'Edward De Vooght. La collection de peintures comprend des œuvres de Joos de Momper, Jean Van de Putte (nl), Jan van Meunincxhove (nl), en plus de peintures romantiques.